# 銀目廃止令
銀目廃止令（ぎんめはいしれい）は、明治政府が発した法令。銀目停止令（ぎんめちょうじれい）ともいう。1868年（慶応4年5月9日）に発令された。
条文は、
とあり、何匁何分何厘という銀目による貸借を、それを取引した年月日の（契約した時点の）相場で金か銭に換算して書き換えることを命じた。同年5月12日には、5月9日（または5月8日）の仕舞相場で換算させ、金1両につき銀219匁4分9厘、銭1貫文につき銀17匁4分8厘という相場で書き換えさせ、通用させる旨の触れを出した。そして同年10月10日、銀貨の価値を金目である「両」「分」「朱」の単位で定め、小判や一分金などの金貨の価値評価を改定して、幕藩体制下で鋳造された古金銀の価値を確定した。

## 経緯
銀目廃止令が出される前、1868年2月に新政府は旧幕府の幣制（三貨制）を踏襲することを宣言し、一部種類の幕府貨幣を大量鋳造し続けていた。旧体制下の通貨をどう処理するかは、鳥羽・伏見の戦いが終了した後、京都の太政官台で議論されており、慶応4年（1868年）閏4月にすべての金銀貨の品位を分析して、それを公表した。
しかし、銀目廃止令の発令により丁銀と豆板銀の流通を禁じ、明治4年（1871年）の新貨条例によって金本位制を原則とした。ただし、貿易用銀貨の国内流通も容認したため、実質は金銀複本位制となった。
発令後、明治新政府は太政官札を発行し、従来の銀札（銀目表記の藩札、私札）の多くは銭札に変えられた。
しかし、当初決められた引き換え基準の銀相場の値は、幕末から続いた銀安金高の「1両＝219匁」であり、大坂の商人たちから多額の借金をしていた諸大名家にとって借財が減る一方で、商人たちにとって大きな損失となるものだった。明治政府は東征軍の諸費用を上納させるため商人たちに妥協し、同年11月には借金証文作成の日付の銀相場によって金目への書き換えを決めることとした。慶応2年（1866年）1月以降の分は証文時の銀相場と5月9日の仕舞相場「1両＝219匁」の平均値で、慶応元年（1865年）12月以前の日付の証文は貸借関係の成立日に関わりなく慶応2年1月の平均銀相場である「1両＝102匁」とすることとした。
なお、銀目廃止令の実施は地域によって差があり、東京日野の農家では明治7年（1874年）に行なわれた茶の販売の際に銀目で取引がされていた。

## 発令の目的
銀目廃止令を発令した目的は、
1. 政府が太政官札の発行を支障なく行うために、大坂の両替屋たちが発行した私札（手形）の流通を止めるため[2]
2. 金、銀、銅貨が独立して通用している複雑な幣制（三貨制）を整理するため[2][10]
3. 金属通貨をすべて計数貨幣にし、計算貨幣を金貨に統一するため[3][11]
4. 新政府が明治元年1月29日に京・大坂の富豪約130人を二条城に招集して「会計基立金」という名目の御用金・300万両を納めるよう通達した際に、大坂の商人たちが協力的でなかったことに対する意趣返し[2]

など、諸説ある。
江戸幕府の為替御用を務めていた三井家は、両替商を併営してはいたが、本業は呉服商のため、銀目が廃止されても取り付け騒ぎに遭うおそれがない。大坂の両替屋が力を失う分、金融界での力を増すことになるため、三井が裏で画策したという説もあった。

## 発令後の影響
江戸時代には、大坂の経済界は信用制度が発達していた。商人たちは手元に現金を置かず、所持金を両替商に無利子で預け、替わりに預り手形を受け取った。特に近世後期には西日本を中心に銀貨の名目化・計算貨幣化が進み、秤量貨幣である銀貨は市場から消えて銀目表記の手形が取引で使用されるようになった。仕入れ代金の支払いには預かり手形を流用し、振出手形も切られた。この手形は、商人が取引をしている（預け金の残高がある）両替商へ持っていけば現金（現銀）に交換してもらえるため、兌換紙幣または小切手のようなものとして使用されていた。流通にも取引にも便利な手形は、やがて残高以上に発行されるようになり、全両替屋が所有する通貨総量の2-3倍またはそれ以上とも言われる額の手形が出回るようになった。
秤量貨幣としての銀貨の使用が禁止されたことで、銀目（銀の量目）で表示された手形の流通も無効になった。しかし、丁銀や豆板銀のような銀貨は銀地金としての価値があり、金貨や銅貨との交換も可能だった。銀目廃止令が出された後、銀目表示の手形を持った商人たちは、現金（現銀）と交換するために両替屋に殺到した。しかし、両替屋には発行した手形と同額の現銀残高は無かったため、取り付け騒ぎが発生し、大阪の両替商は軒並み店を閉めた。そのまま休廃業に追い込まれた両替商は、大手を中心におよそ40軒にものぼった。
銀目はすでに空位化していたとはいえ、その廃止は三貨制度の解体だけでなく、大坂を中心として全国に行きわたった信用ネットワークの混乱と、政治社会体制の崩壊をもたらす危険もあった。体制変革を成しとげた明治新政府は、そのような混乱を最小限に食い止めるタイミングをはずさないために、いち早く敢行されたという説も語られている。
政府が大阪商人に会計基立金の拠出を命じたものの、その募集が順調にいかなかったのは、廃止令に伴う混乱が原因の1つだとする研究もある。
その一方で、銀目廃止令の影響が過大評価されているという指摘もある。
銀貨の計数化・空位化はすでに進んでいたために貨幣制度の点では深刻な影響は無かったという意見もあり、明治5年（1872年）の国立銀行条例で国立銀行以外の「紙幣金券及通用手形類」の発行を禁止したことで、旧来の預手形の発行は停止され、振手形は小切手として裏書保証をすることで紙幣との区別が求められたことが、大阪両替商に打撃を与えた要因としては大きかったともいわれる。